# Ⲛ
Cette page contient des caractères spéciaux ou non latins. S’ils s’affichent mal (▯, ?, etc.), consultez la page d’aide Unicode.
Ne doit pas être confondu avec la lettre grecque Nu ou la lettre latine N.
Ⲛ (minuscule : ⲛ), appelé nē, est une lettre de l’alphabet copte utilisée dans l’écriture du copte, de l’ancien nubien et du nobiin.

## Représentations informatiques
Le nē a été représenté avec les mêmes caractères que le nu grec jusqu’à la publication d’Unicode 4.1 en mars 2005, à partir de laquelle il est représenté avec des caractères qui lui sont propres. Il peut donc être représenté à l’aide des caractères (Grec et copte, Copte) suivants, :
| lettres   | représentations | chaînes de caractères | points de code | descriptions                | note               |
| --------- | --------------- | --------------------- | -------------- | --------------------------- | ------------------ |
| majuscule | Ν               | Ν                     | U+039D         | lettre majuscule grecque nu | avant Unicode 4.1  |
| minuscule | ν               | ν                     | U+03BD         | lettre minuscule grecque nu | avant Unicode 4.1  |
| majuscule | Ⲛ               | Ⲛ                     | U+2C9A         | lettre majuscule copte ni   | depuis Unicode 4.1 |
| minuscule | ⲛ               | ⲛ                     | U+2C9B         | lettre minuscule copte ni   | depuis Unicode 4.1 |